# Wołosaty
Wołosaty – rzeka w Bieszczadach Zachodnich, lewy dopływ Sanu. Długość wynosi 27,8 km. Zlewnia ma powierzchnię równą 118,2 km². Źródło znajduje się w grupie Tarnicy, na południowym zboczu Kopy Bukowskiej (ok. 1140 m n.p.m.), ujście – w Stuposianach (ok. 550 m n.p.m.). Doliną przebiegają drogi wojewódzkie: nr 897 na odcinku Ustrzyki Górne – Wołosate oraz 896 (część wielkiej pętli bieszczadzkiej) Ustrzyki Górne – Stuposiany.
Górny odcinek nosi nazwę Wołosatka. Płynąc na północny zachód przez Wołosate, oddziela masyw Tarnicy od pasma granicznego. W Ustrzykach Górnych wpada do niej z prawej strony Terebowiec, a następnie – z lewej – Rzeczyca. Od tego miejsca nazwa zmienia się na "Wołosaty". Dalej rzeka płynie w kierunku północnym, pomiędzy Połoniną Caryńską, Magurą Stuposiańską i Kosowcem z lewej strony a grzbietami grupy Tarnicy z prawej, przez miejscowości: Bereżki, Pszczeliny i Stuposiany, gdzie uchodzi do Sanu.
Z rzadkich w Polsce gatunków roślin w dolinie Wołosatki występują turzyca skąpokwiatowa i tojad wschodniokarpacki. 

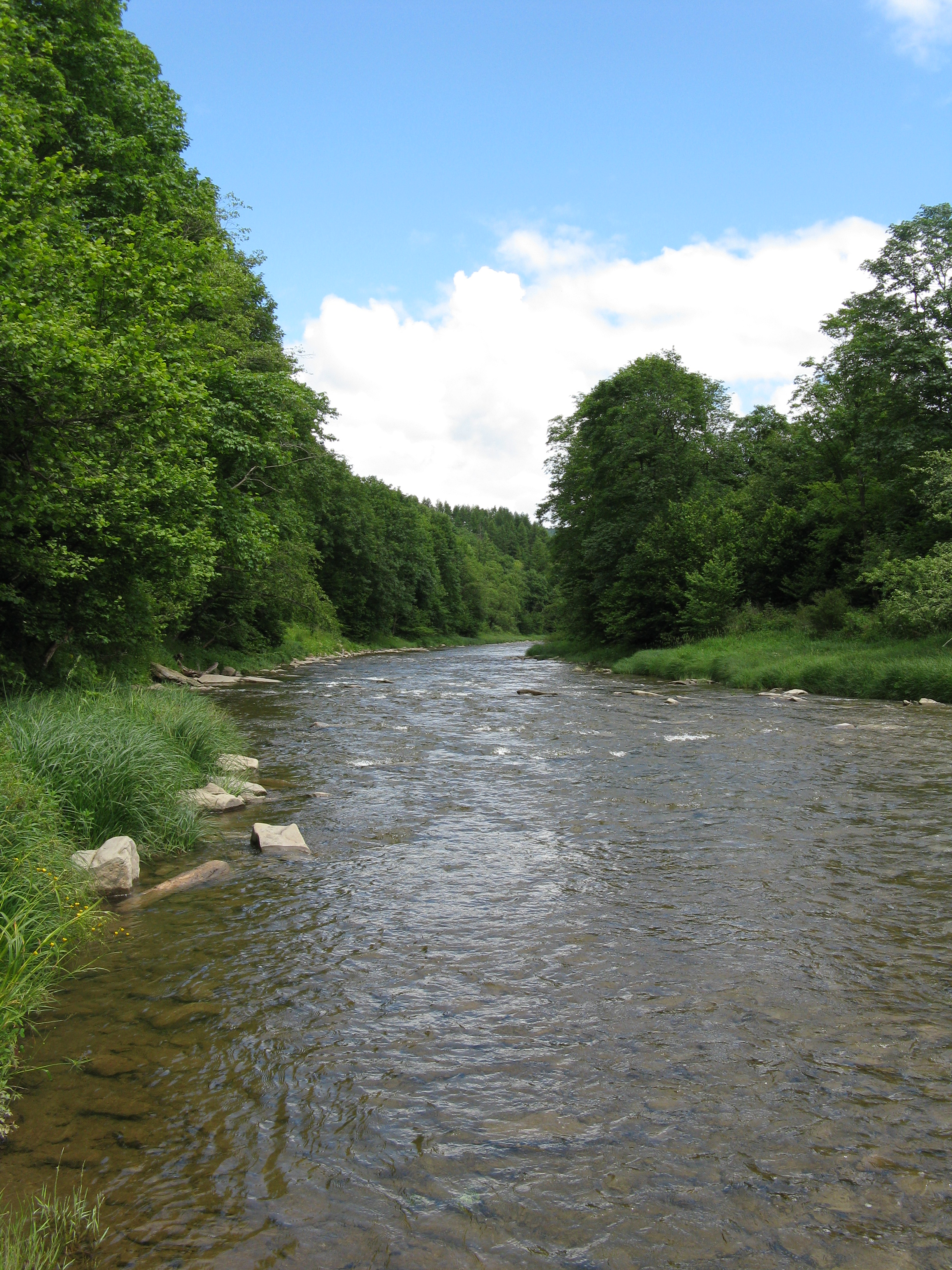
Wołosaty powyżej Pszczelin

## Główne dopływy
Głównymi dopływami są:
- lewe:

Zgniły, Szczawinka, Wołosatczyk, Kanczowa, Rzeczyca, Bystry
- prawe: Zworec, Polaniec, Zwór (spod Szerokiego Wierchu), Zakopaniec, Terebowiec, Zwór (na zachód od Bukowego Berda)